# Anapis mexicana
Anapis mexicana är en spindelart som beskrevs av Forster 1958. Anapis mexicana ingår i släktet Anapis och familjen Anapidae. Inga underarter finns listade i Catalogue of Life.